# Lourdes (Norte de Santander)
Pour les articles homonymes, voir Lourdes (homonymie).
Lourdes est une municipalité située dans le département de Norte de Santander en Colombie.